# Pico Lenine
O Pico Avicena, Pico Ibn Sina ou Pico Lenine (em quirguiz:  Ленин Чокусу, em russo:  Пик Ленина; em tajique:  қуллаи Ленин, redesignado қуллаи Абӯалӣ ибни Сино em julho de 2006) (designado Monte Kaufman até 1928), é, com 7134 m de altitude, a mais alta montanha da subcordilheira Trans-Alay na Ásia Central, e o segundo mais alto das montanhas Pamir, ficando apenas abaixo do pico Ismail Samani (7 495 m). Tem 2790 m de proeminência topográfica e 85,69 km de isolamento topográfico.
Fica na região de Gorno-Badakhshan, sobre a fronteira entre Tajiquistão e Quirguistão, sendo o segundo mais elevado em cada um destes países. Também se lhe chama "Achiktash". Foi descoberto em 1871 e recebeu o nome em homenagem a Konstantin von Kaufman, o primeiro governador-geral do Turquestão Russo.
É considerado o pico de mais fácil escalada acima dos 7000 m e tem, por grande margem, a maior quantidade de subidas de qualquer montanha acima dos 7000 m, pois todos os anos centenas de montanhistas escalam até ao cimo. Foi tido como o ponto mais alto das montanhas Pamir no Tajiquistão até 1933, quando o pico Ismail Samani (chamado Pico Stalin à época) foi escalado, tendo-se descoberto que era 300 m mais alto. Há mais duas montanhas da cordilheira Pamir, Kongur Tagh (7649 m) e Muztagh Ata (7546 m), que são mais altas.
É um dos picos cuja escalada faz parte do Prémio Leopardo das Neves.